# Palais de la diète d'Alsace-Lorraine
Le palais de la Diète d’Alsace-Lorraine,  Landesausschuss, puis Parlement, est construit entre 1888 et 1892 dans un style néo-Renaissance, par les architectes August Hartel et Skjøld Neckelmann. Édifice majeur du plan d’urbanisme exécuté à Strasbourg après la perte de l’Alsace-Lorraine par la France, il est situé 7, place de la République au cœur du quartier impérial allemand.

## Historique
Le palais de la Diète d’Alsace-Lorraine (Landtag d'Alsace-Lorraine) abrite l’assemblée législative du Reichsland Elsaß-Lothringen de 1892 jusqu'à l'année 1919.
En 1919, après le retour à la France de l’Alsace-Lorraine, le gouvernement français concède le bâtiment à la ville de Strasbourg. Il sera affecté l’année suivante au conservatoire de musique, sur la demande pressante de son nouveau directeur Guy Ropartz, qui refuse de s’installer dans l’ancien Palais impérial, qu’il qualifie de « triste bâtisse ». 
La partie du palais de style néo-Renaissance à l’est du bâtiment qui abritait l’hémicycle de l’assemblée a été détruite par un bombardement américain le 25 septembre 1944.
Reconstruit entre 1950 et 1957, un théâtre avec une salle de plan circulaire occupe cet emplacement. Il a été dessiné par l’architecte Pierre Sonrel en collaboration avec Michel Saint-Denis, directeur du Théâtre national de Strasbourg.
Le conservatoire de musique quitta les lieux en 1995.
La façade, les toitures et les escaliers d’accès sur la place de la République ont été classées monuments historiques par arrêté du 29 septembre 1995, et la salle de théâtre réalisée par Pierre Sonrel, inscrite par arrêté du 2 juillet 1992.

## Description

### Galerie d’images

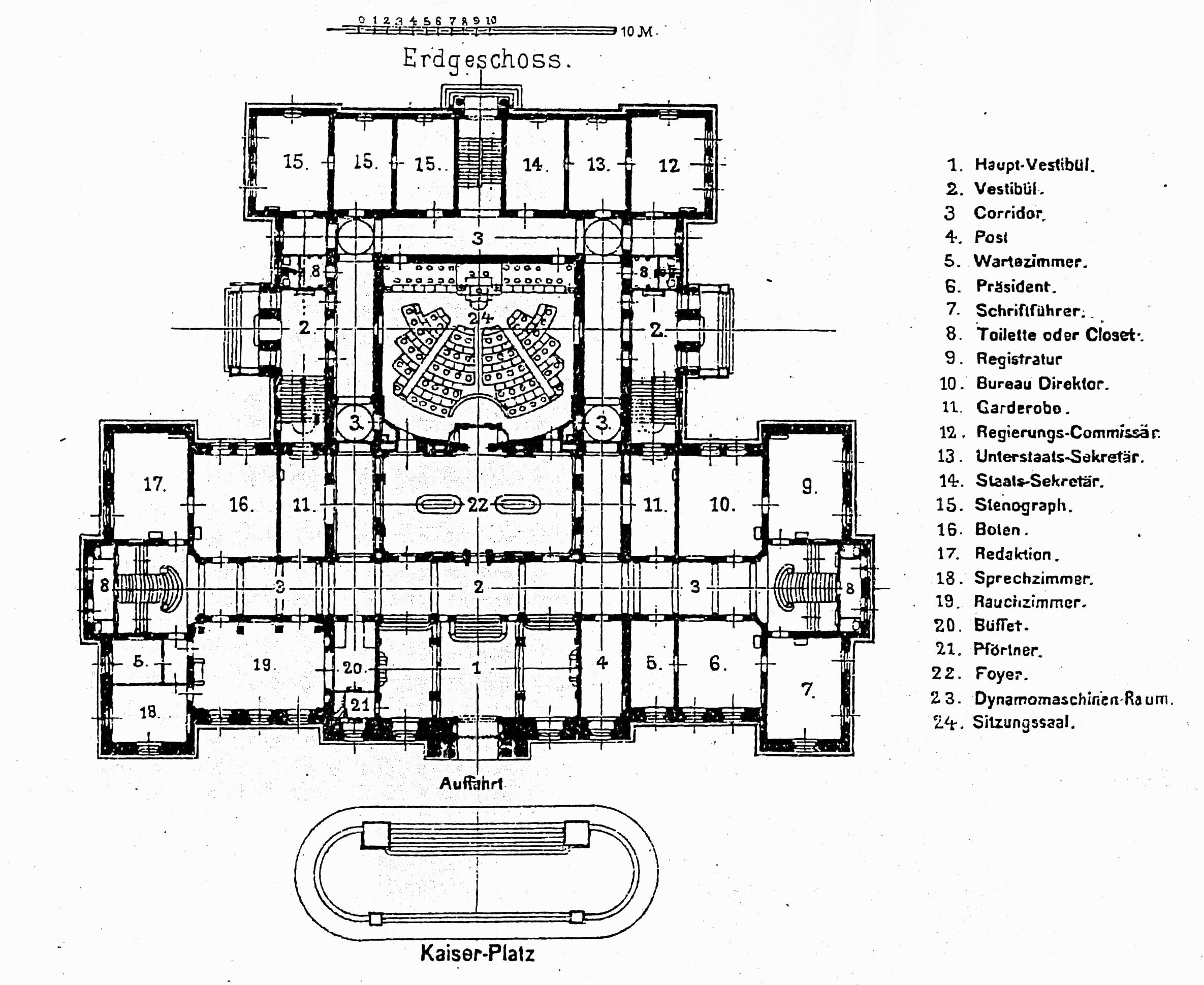
Rez-de-chaussée
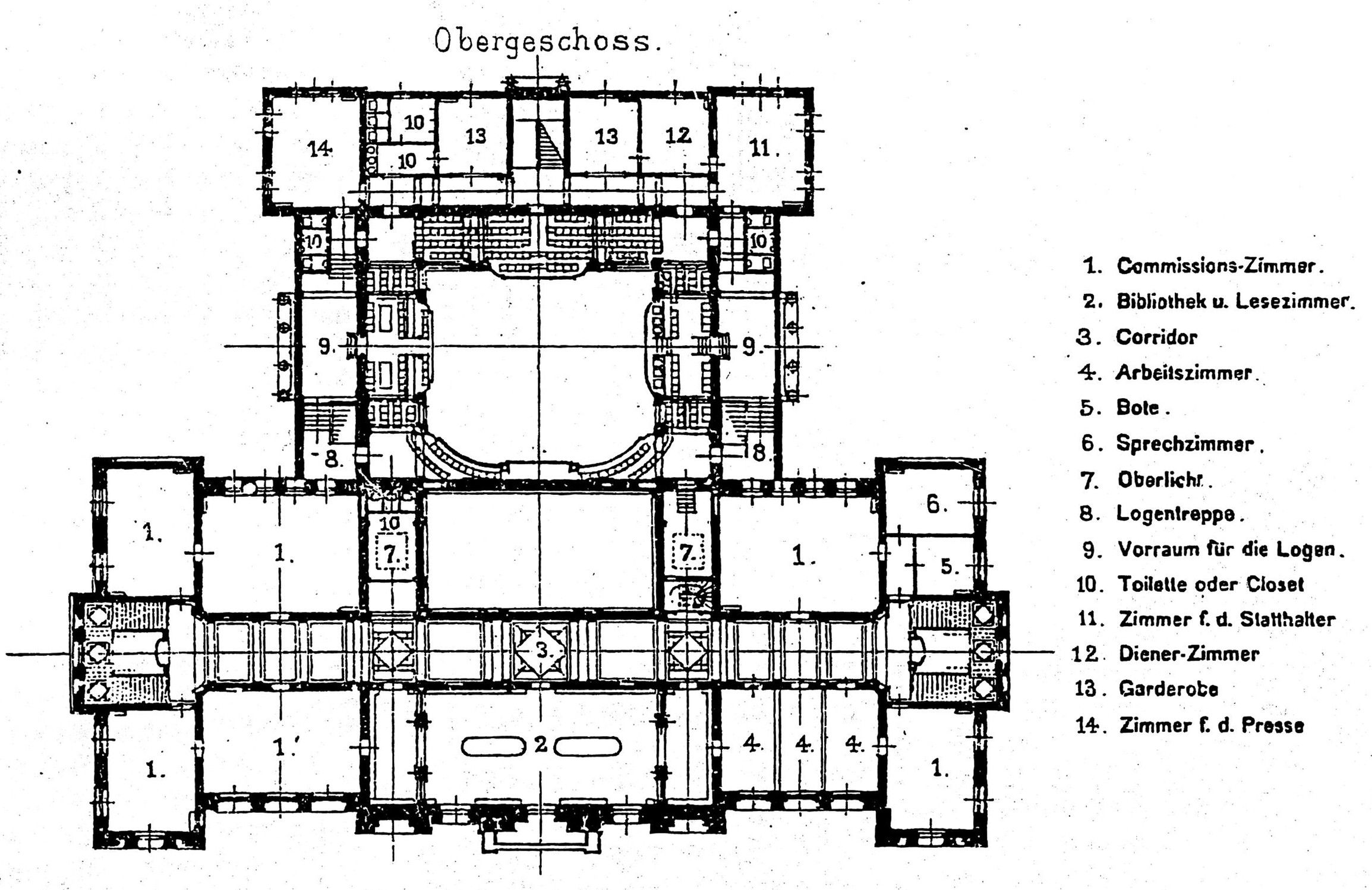
Premier étage
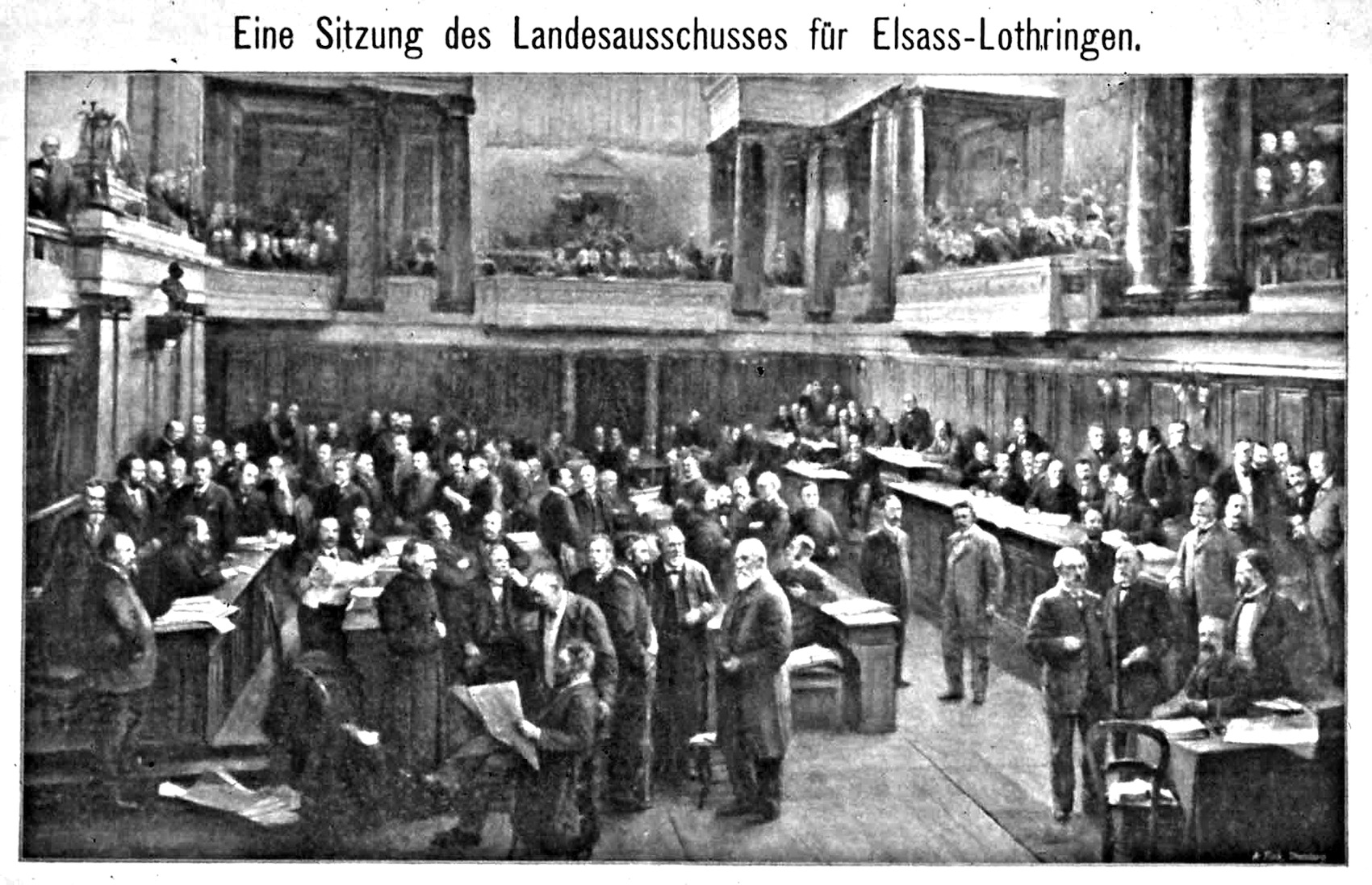
Séance du Parlement d’Alsace Lorraine en 1903
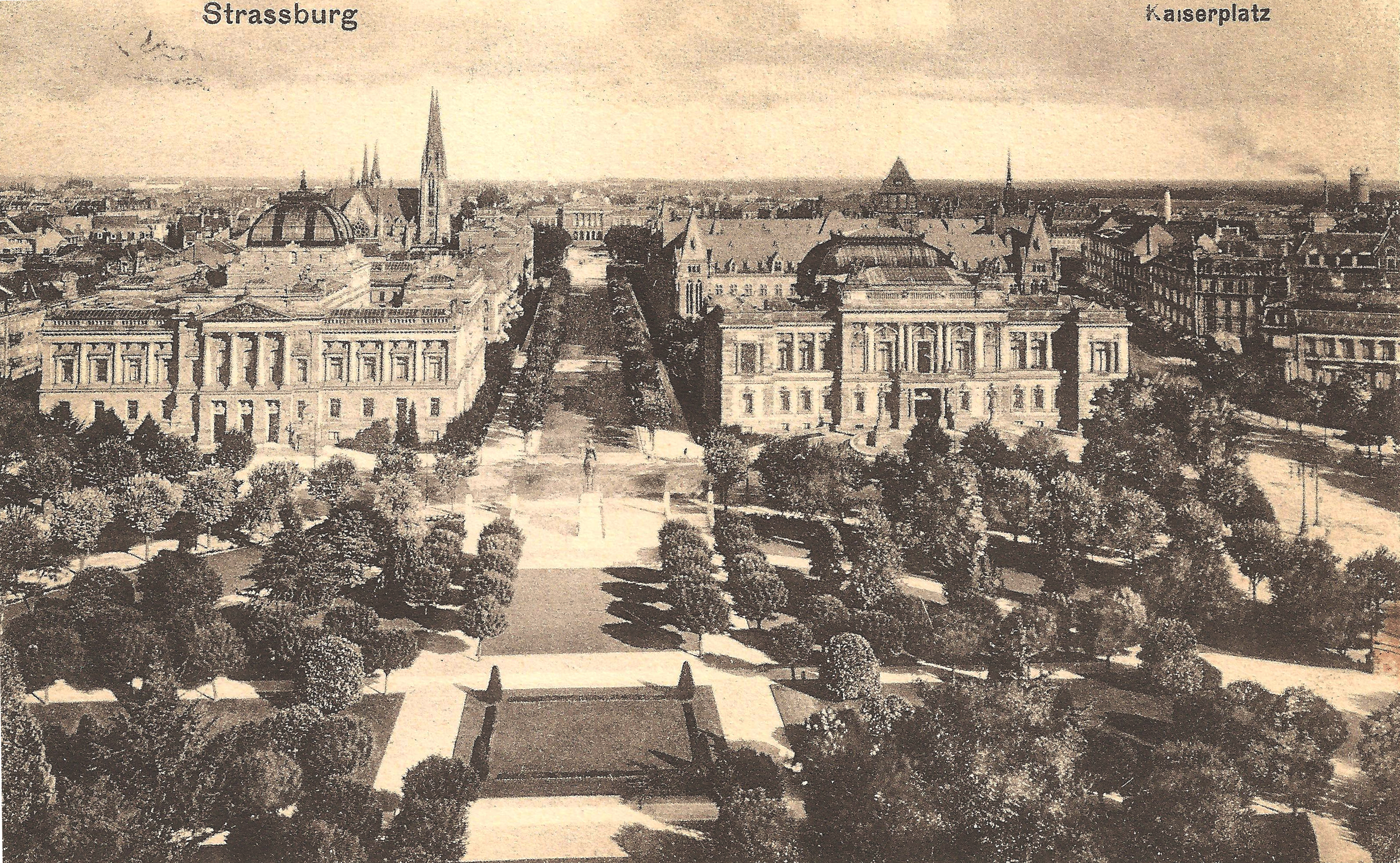
Vue de la place de la République vers 1910
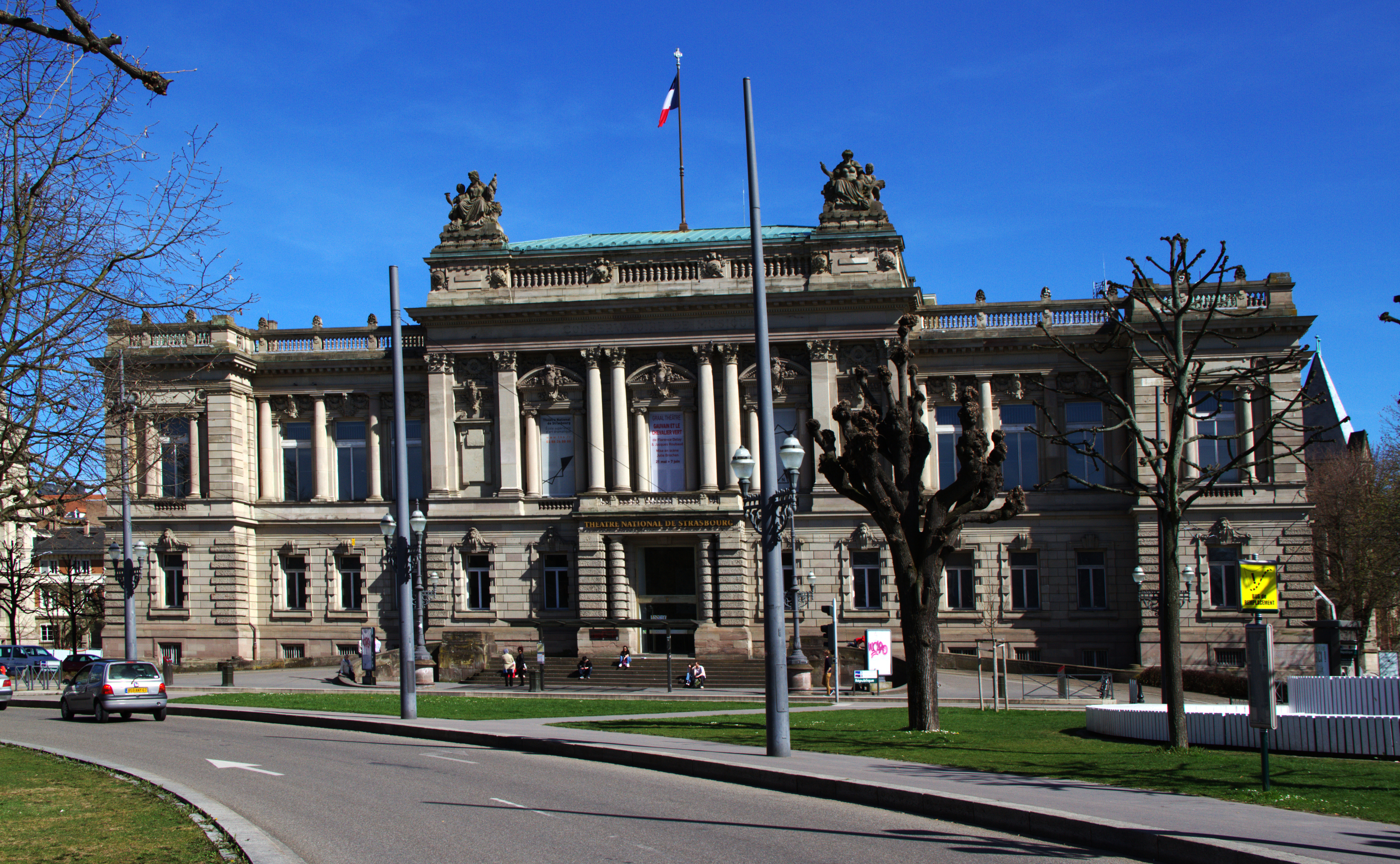
L’actuel Théâtre national de Strasbourg